# 铁木里克乡
铁木里克乡，是中华人民共和国新疆维吾尔自治区巴音郭楞蒙古自治州若羌县下辖的一个乡镇级行政单位。

## 行政区划
铁木里克乡下辖以下地区：
铁木里克村、白干湖村和拉配泉村。